# Estación de Peña del Hierro
Peña del Hierro fue una estación ferroviaria situada en el municipio español de Nerva, en la provincia de Huelva. Las instalaciones llegaron a disponer de un depósito de locomotoras y de una placa giratoria. La estación, que formaba parte del ferrocarril minero de Peña del Hierro, estuvo operativa entre 1914 y 1954. Desde 2005 las instalaciones se encuentran inscritas como bien inmueble en el Catálogo General del Patrimonio Histórico Andaluz.

## Historia
Entre 1913 y 1914 la Peña Copper Mines Company Limited, propietaria de la mina de Peña del Hierro, construyó una línea férrea de vía estrecha que permitiera dar salida a los minerales que se extraían de sus yacimientos. Este trazado requería de diversas infraestructuras, como puentes y estaciones ferroviarias. Por ello, junto a las explotaciones de Peña del Hierro se levantó un complejo ferroviario que disponía de edificio de viajeros y oficinas, depósito-cochera para locomotoras, puente giratorio, etc. Las instalaciones estuvieron en servicio entre 1914 y 1954, fecha esta última en que la línea férrea se clausuró al tráfico. Algún tiempo después las vías fueron levantadas, quedando abandonado el complejo ferroviario. En la actualidad solo se conservan algunos elementos.

## Instalaciones
El edificio principal de la estación fue construido en 1913. Era de planta rectangular y se encontraba dispuesto en tres cuerpos: la parte central tenía dos plantas construido en mampuestos con esquinales de ladrillo. El tratamiento exterior presenta un revoque de cal a tres manos cruzadas. El edificio está levantado sobre una plataforma que servía también como andén. En el lado norte disponía de un porche para combatir las inclemencias climatológicas, encontrándose también en este lugar el acceso principal. Las instalaciones se veían complementadas por una placa giratoria y una cochera de locomotoras.